# 天津大剧院
天津大剧院，也称天津文化中心大剧院，坐落于中華人民共和國天津市河西区的天津文化中心的中心标志区东侧，是天津文化中心裏最大的文化场馆。天津大剧院由德国GMP主创设计，屬於现代主义建築。新的天津大剧院于2009年开始兴建，於2012年4月22日建成投入使用，总建筑面积10.5万平方米，可以容纳3,600名观众，总造价为15.33亿元人民幣。
天津大剧院可上演歌剧、舞剧、音乐剧、交响乐、话剧及戏曲等不同种类的艺术节目，年均上演各类演出300场次。

## 历史沿革

### 天津大礼堂时期

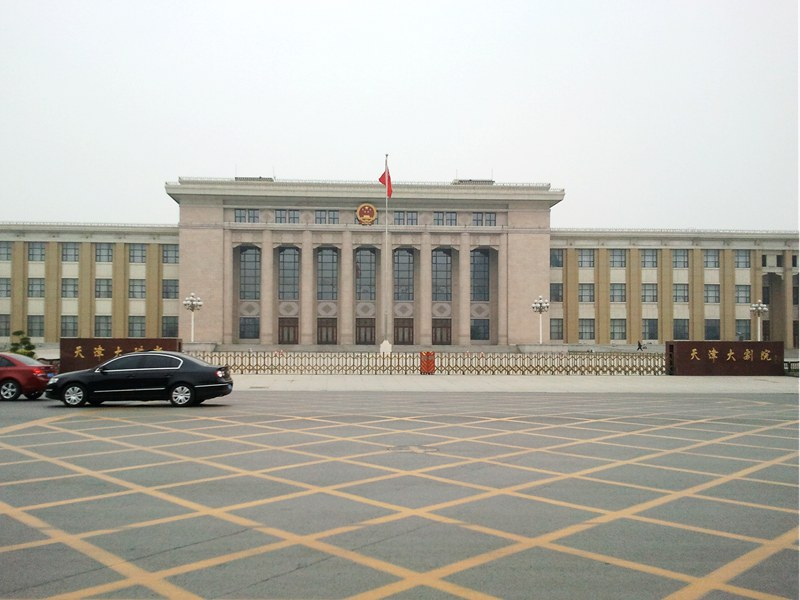
天津大礼堂

天津大剧院前身是坐落于天津市河西区友谊路24号的天津大礼堂。天津大礼堂，是天津宾馆群体建筑中的会议中心，始建于1959年，1961年落成，由建筑工程部天津工业建筑设计院王雅元主持设计。其总建筑面积3.27万平方米，是当时天津最大的群体宾馆、会堂建筑。天津大礼堂在建筑风格上参考了人民大会堂的设计，由天津市政府部门主导运营，主要功能为接待来宾、举办各种政府会议及一般性演出，自落成以来历届中共天津市代表大会、市人大会议、政协会议等政治性集会活动以及官方主办的大型活动多在此举行。1976年，天津宾馆前楼进行过抗震加固。
2000年开始，天津大礼堂开始分两期进行改造，由天津建工集团三建公司负责施工。2000年8月，天津大礼堂首先开始对中剧场进行了改造，12月15日竣工投入使用。2001年8月18日，开始对大礼堂的大剧场和小剧场前厅进行改造，2002年3月30日，天津大礼堂改造工程基本竣工。经过改造后的天津大礼堂根据场地功能的变化被冠名为“天津大剧院”，由时任中共天津市委书记张立昌题写牌匾。自2002年至2012年天津大剧院与天津大礼堂属于“一个机构两块牌子”，在承办不同性质的活动时使用不同的名称，在举办由政府主导的政府会议或官方活动时一般使用“天津大礼堂”的名称，在进行市场化运作、主办商业活动或演出时使用“天津大剧院”的名称。

### 天津文化中心时期

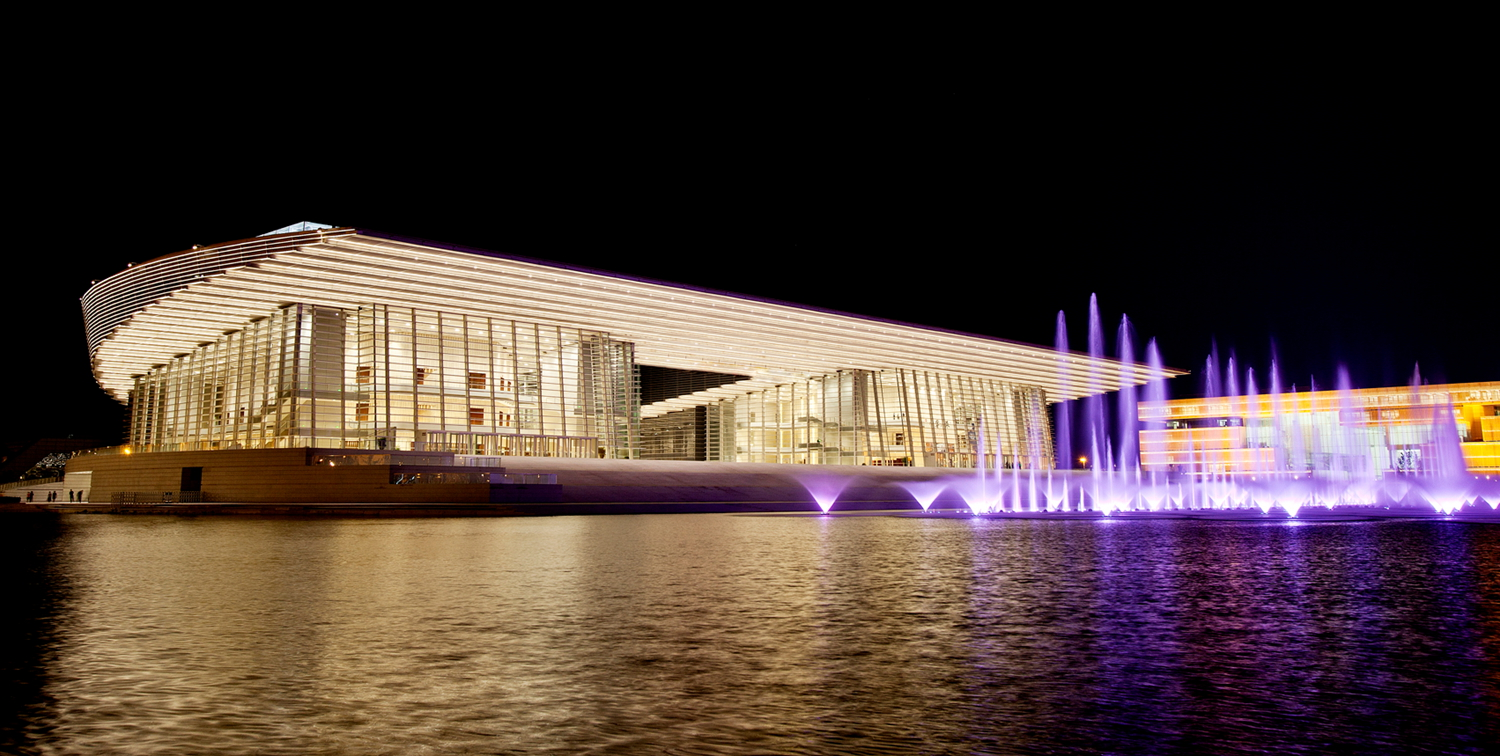
天津大剧院及音乐喷泉夜景

2009年3月，天津市公开征集文化中心建筑设计方案，其中天津大剧院共包括雷姆·库哈斯、曼哈德·冯·格康等知名建筑师和建筑师事务所设计的四套方案入围。天津大剧院的设计方案在天津地区引起了广泛的关注和讨论。
2009年5月25日，由时任天津市长黄兴国主持的天津市政府常务会听取了关于文化中心规划设计情况的汇报，确定了包括天津大剧院在内的各场馆设计方案。最终，冯·格康，玛格及合伙人建筑师事务所与华东建筑设计研究院有限公司联合设计的方案中标。2009年6月3日至12日，《天津市文化中心规划设计方案》通过新闻媒体和天津市规划展览馆展示等方式象征性公开向天津全市人民征求意见。2009年9月，新的天津大剧院随天津文化中心开始动工兴建。作为张高丽任中共天津市委书记期间的重大工程，张高丽等多次到包括天津大剧院在内的建设现场考察，力促工程如期完工。
2011年5月4日，天津大剧院的上级主管单位天津市文化广播影视管理局与北京驱动文化传媒公司签订《天津大剧院委托经营管理合同》，由北京驱动文化传媒公司负责天津大剧院的经营管理。天津大剧院从天津大礼堂独立出来，由政府负责运营的模式改为完全市场化运作，而原天津大礼堂由天津宾馆集团负责运营。
2012年初，天津大剧院在中共天津市第十届代表大会召开前夕落成投用。2012年4月22日，天津大剧院建成投入试运营，并成功进行了首场试演。4月27日，大剧院音乐厅进行了交响乐的试演。4月29日至5月7日，天津大剧院举办开幕演出系列活动。
2013年5月1日至6月30日，天津大剧院主办天津首届国际室内乐音乐节将举行，小提琴家安娜-苏菲·穆特、基东·克雷默，费城交响乐团室内乐组合、艾默森弦乐四重奏，中国钢琴家陈萨、二胡演奏家于红梅、古琴演奏家巫娜等逾百名艺术家将陆续呈现19场各具特色的音乐会，同时也将到社区去为天津市民普及室内乐欣赏常识。
新建的天津大剧院正式开幕以来，美国费城交响乐团、俄罗斯马林斯基剧院交响乐团和日本NHK交响乐团等众多世界顶尖级的艺术院团来此演出。
2017年10月，天津驱动文化传媒有限公司未能中标天津大剧院的经营权，北京保利剧院公司将与12月接手天津大剧院。

## 建筑特色

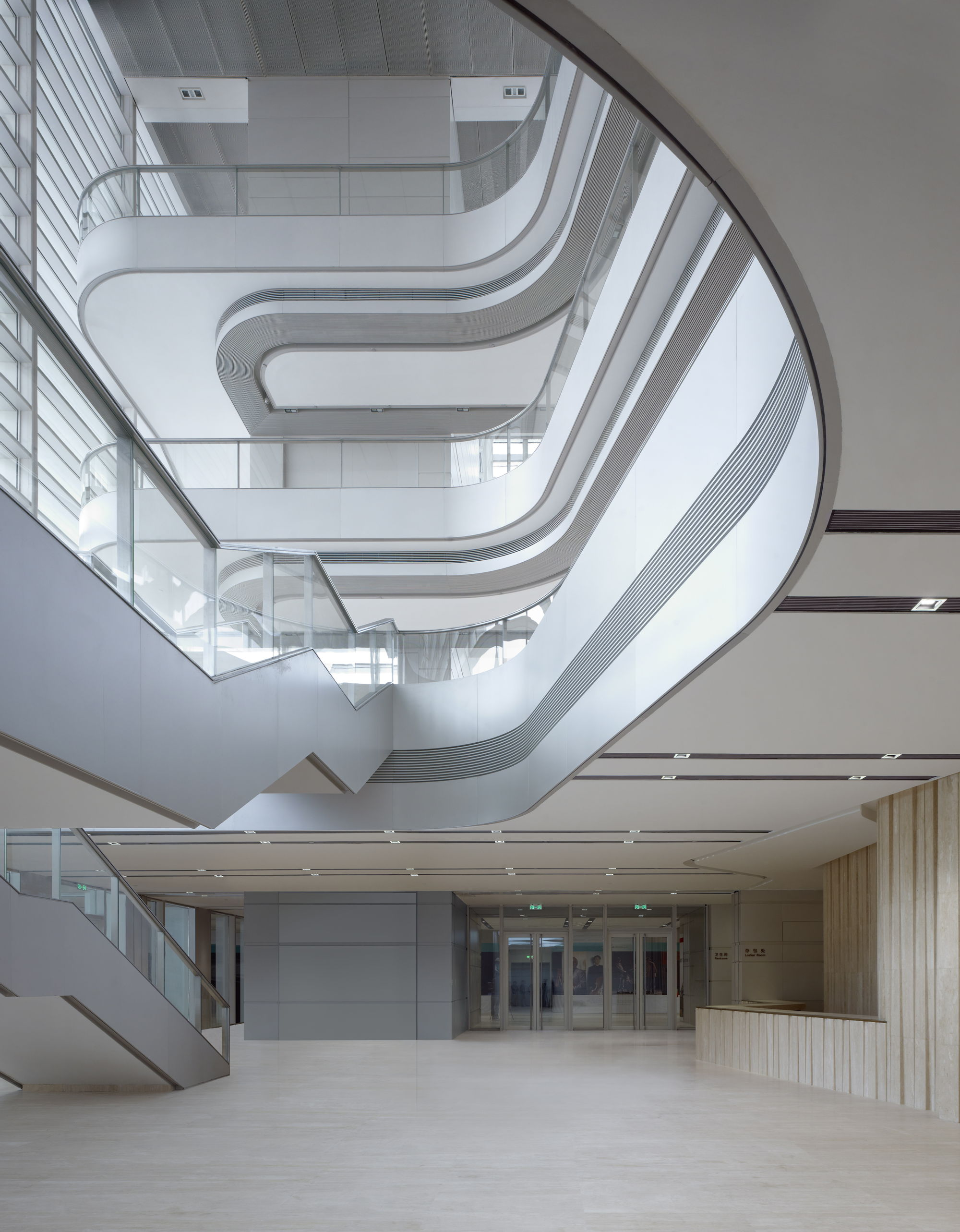
天津大剧院内景

天津大剧院总建筑面积10.5万平方米，可容纳3,600名观众，总造价15.33亿元。地上为五层，地下为三层，整个剧院共设有3600个观众席位。天津大剧院，由曾多次参与天津地区建筑设计的冯·格康，玛格及合伙人建筑师事务所设计，建筑设计立意为“城市舞台”。同时，该事务所在天津还中标了天津西站等标志性建筑的设计方案。天津大剧院由天津三建公司承建，该工程夺得中国2013年度国家建设工程鲁班奖。2013年11月，《变形金刚4》剧组曾在天津大剧院取景。

### 设计的哲学理念
建筑师曼哈德·冯·格康表示，天津大剧院及周边景观在设计融入了“天”与“地”的中国哲学元素。天津大剧院的寓意为天，天津大剧院升起的圆形体量被置于一片人工湖中，创造出一个“天”的概念；迁入原天津博物馆馆舍的天津自然博物馆则寓意为地，天津自然博物馆通过一个有着斜坡屋顶的圆形体量创造出“地”的概念。天津大剧院作为占据了新建天津文化中心显著位置的主题建筑，其碟形屋面结构从天与地的角度回应了天津自然博物馆。已有的博物馆和新剧场进而在这个新的文化公园中相映成趣。

### 建筑构造
天津大剧院由歌剧厅、音乐厅、小剧场和多功能厅四个厅组成。其中，歌剧厅位于南侧，是天津大剧院中空间面积最大的厅，共设有1,600个席位。歌剧厅的A、B、C、D四个观众席位区的入口分别位于地上零至三层。此外，歌剧院还设有残疾人专用入口。大剧院的音乐厅为面积第二大的厅，其设计灵感来源于葡萄园中的梯田，共设有1,200个观众席位和岛式舞台，音乐厅可容纳120人四管乐队和大型合唱队。在歌剧厅和音乐厅之间东侧为小剧场和多功能厅。小剧场和功能厅都拥有400个可伸缩观众座位。此外，在大剧院内不同功能区之间还设有1,200米长的艺术品商业街。

## 剧院运营与联盟

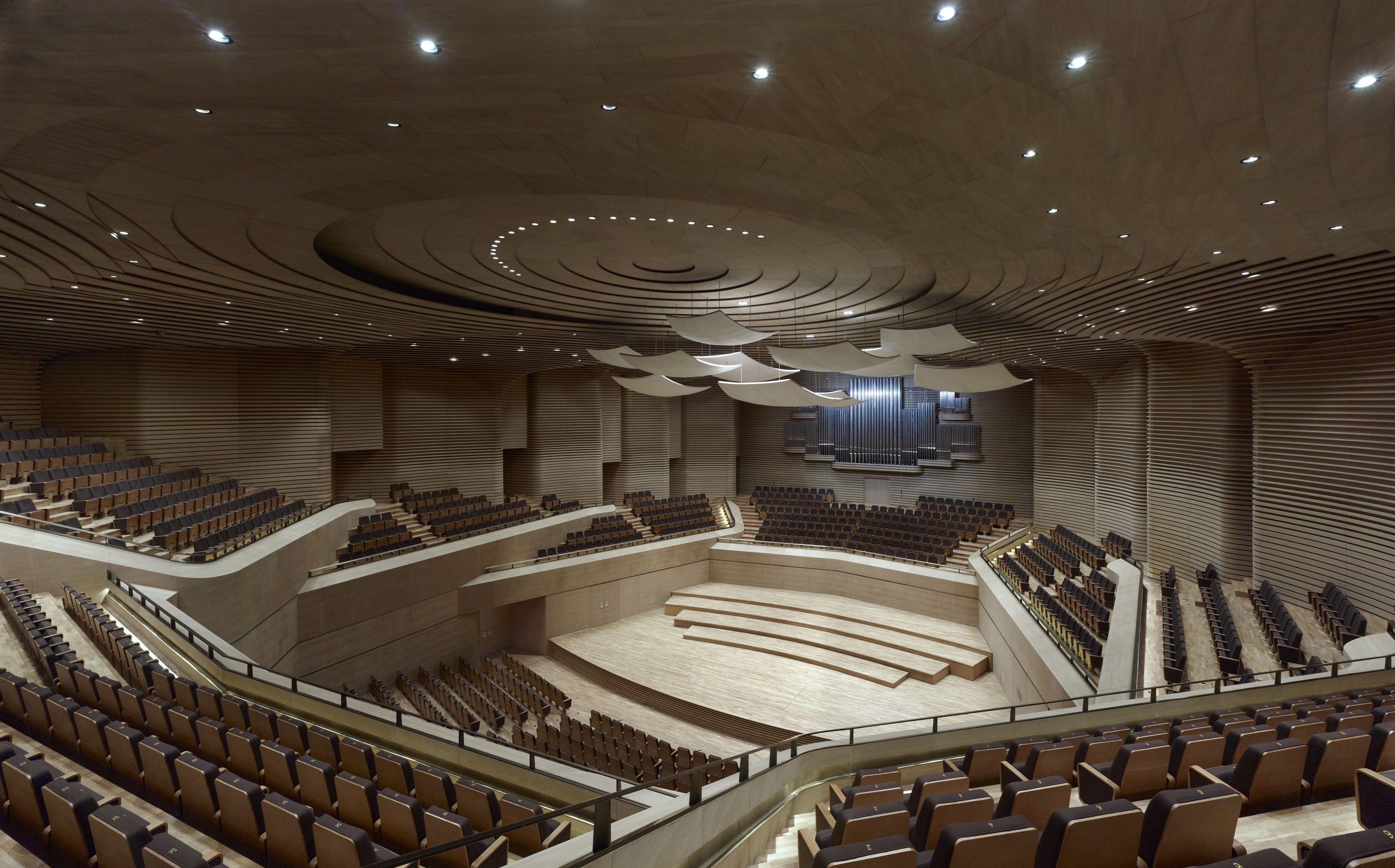
天津大剧院音乐厅

### 运营模式
天津大剧院曾经与天津大礼堂是“一个机构两块牌子”，因此作为天津市最大的会议中心的天津大剧院的运营完全受天津市政府支配。位于天津文化中心的新天津大剧院落成之时，适逢中共十七届六中全会提出文化体制改革的背景之下。
2012年，天津大剧院脱离了天津大礼堂的政府负责运营的模式，实行委托经营，采用完全市场化的运营的BOT模式运作，即兴建－营运－移转模式。北京驱动文化传媒有限公司获得了天津大剧院的经营权，负责天津大剧院的运营，得到天津市政府减免税收的政策支持，但未获财政补贴，年运营成本接近1亿元人民币。此外，运营方还获得了大剧院6米台阶下5000多平米的场地，进行文化产品的经营开发，来补贴运营费用。根据与天津市政府签订的运营协议，驱动传媒每年需要完成不少于300场演出，其中“A类演出”不低于全部演出数量的15%。

### 演出与艺术教育

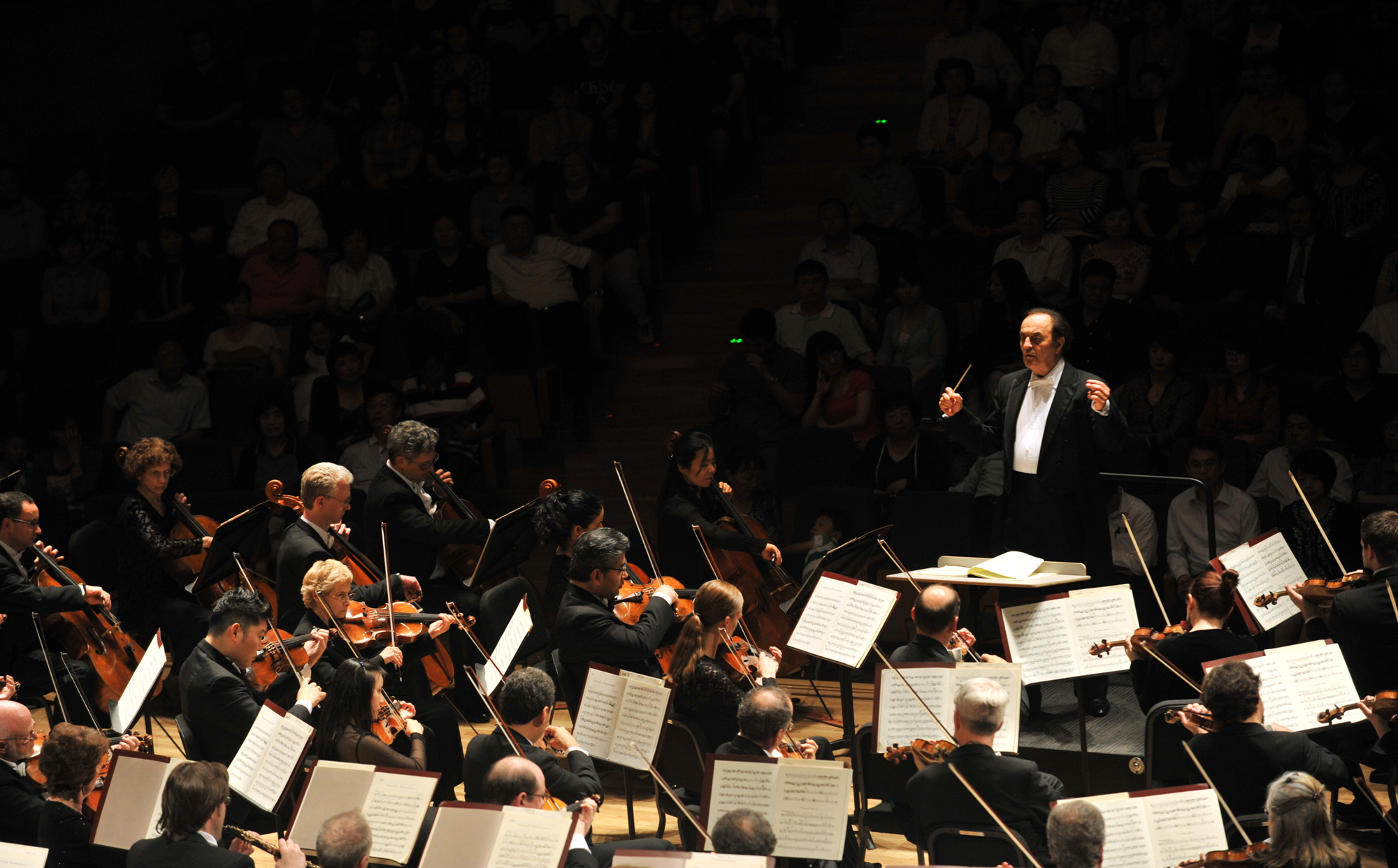
夏尔·迪图瓦与费城交响乐团音乐会

天津大剧院每年上演包括歌剧、舞剧、音乐剧、交响乐、话剧、戏曲在内的不少于300场演出。自2012年4月新落成的天津大剧院开幕以来，平均每年有10场左右的高水平歌剧在天津大剧院上演，如普契尼歌剧《托斯卡》；莫斯科国立斯坦尼斯拉夫斯基和涅米罗维奇-丹钦科音乐剧院演出的柴可夫斯基歌剧《叶甫盖尼·奥涅金》；巴托克歌剧《蓝胡子公爵的城堡》；匈牙利国家歌剧院演出的威尔第的三部歌剧《弄臣》《游吟诗人》《阿依达》；德国杜塞尔多夫莱茵歌剧院演出的莫扎特歌剧《费加罗的婚礼》；威尔第歌剧《茶花女》等。2012年6月，夏尔·迪图瓦与费城交响乐团天津音乐会在天津大剧院上演。截止天津大剧院落成一周年之际，共上演296场文艺演出，服务观众27万人次。
天津大剧院在上演各类演出的同时，也发挥艺术教育的职能，不定期举办天津文化中心学术论坛、天津国际室内乐音乐节和高雅艺术走进社区等活动。

### 硬件设施
天津大剧院的声光等硬件设施出众，其中歌剧厅经过专家评审后，被一致评为目前国内最好的歌剧厅，不逊于国家大剧院。2012年4月，时任瑞士苏黎世室内乐团音乐总监、首席指挥汤沐海曾评价天津大剧院：“硬件设施达到世界一流的水准……声音传播效果非常好。”
然而，包括天津大剧院在内整个天津文化中心都是靠天津市冬季集中供热系统实现冷热平衡，因此天津大剧院没有独立的冷暖系统。2013年4月，适逢3月15日天津天津市政的集中供暖期结束后，寒潮入侵天津气温骤降，使得剧场温度在没有市政供暖的情况下无法达到23摄氏度的演出要求，新西兰皇家芭蕾舞团在天津大剧院的演出因此停演。停演事件后，天津大剧院方面向天津市有关部门申请安装独立冷暖系统，但遭到主管部门推诿责任，以市政集中供暖系统完全能达到要求为由拒绝安装独立冷暖控制系统。

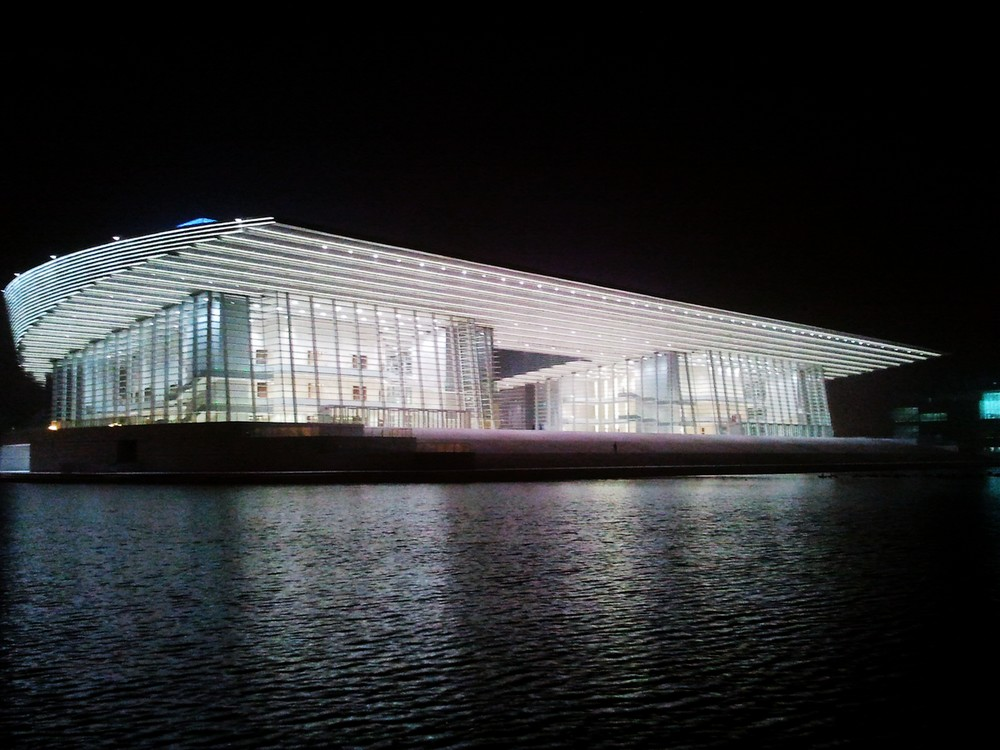
天津大剧院夜景

### 剧院联盟
天津市剧院联盟，是2012年9月经天津市民政局注册批准成立的，由包括天津大剧院在内的天津市各主要剧场、院团和演艺经纪机构发起组建的非营利性行业组织。天津大剧院的运营主体北京驱动文化传媒有限公司天津公司为天津市剧院联盟副理事长单位。

## 剧院周边

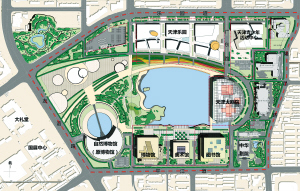
天津市文化中心规划平面图

### 交通设施
天津大剧院毗邻友谊路、乐园道等多条天津城市主干道路和天津市文化中心交通枢纽，建设中的天津地铁5号线和6号线在此交汇，同时规划兴建的10号线和市域Z1线也在此设站。
此外，天津大剧院周边公交线路发达，912路、641路、675路、632路、868路、686路、668路、859路、857路、866路、4路、619路、47路、48路、800路、838路、826路等近20条公交线路通达文化中心交通枢纽站。规划中的天津市快速公交线路，也将通达这一地区。

### 周边景观
天津大剧院所在的天津市文化中心，是天津市的市级行政文化中心同时亦是小白楼城市主中心的一部分，与中共天津市委和天津市人民政府毗邻。天津大剧院是天津市文化中心的核心建筑，周围的文化场馆有天津图书馆、天津美术馆、天津博物馆、天津自然博物馆、天津科学技术馆等，西临文化中心的中心湖。此外，周边的地标和风景区还有天津梅江会展中心和五大道风景区等。
天津大剧院整体景观还包括面对大剧院设置的音乐喷泉，喷泉伴随水柱与《梁祝小提琴协奏曲》《告别的时刻》等中外名曲的节奏相搭配，在夜晚由灯光照射出各种颜色。
- 天津博物馆
- 天津科学技术馆
- 天津市人民政府
- 天津梅江会展中心
- 五大道风景区